# Dikgonnye
Dikgonnye est une ville du Botswana.